# Leptosiphon parviflorus
Leptosiphon parviflorus är en blågullsväxtart som först beskrevs av George Bentham, och fick sitt nu gällande namn av J.M. Porter och L.A. Johnson. Leptosiphon parviflorus ingår i släktet Leptosiphon och familjen blågullsväxter. Inga underarter finns listade i Catalogue of Life.

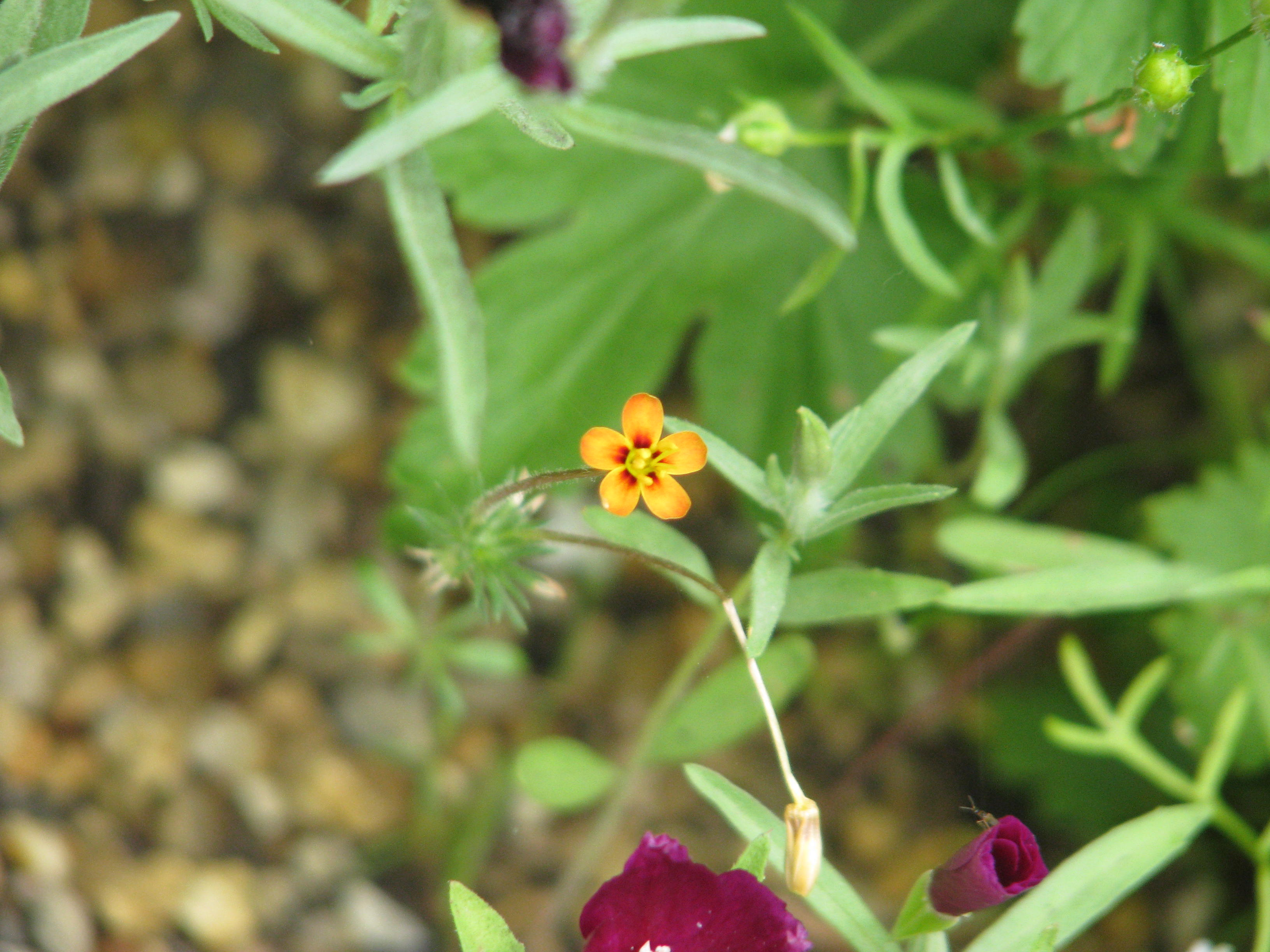
Blommorna är mycket varierande till färgen.

Växten är endemisk för Kalifornien och växer från havsnivå till 1200 meters höjd. Den är utbredd och vanlig i många typer av habitat, inklusive chaparral, ekskogar, blandad vintergrön skog, och bergsgranskog.
Bergskedjor där den förekommer inkluderar Sierra Nevada, California Coast Ranges, Peninsular Ranges, södra Kaskadbergen och Transverse Ranges. Den förekommer även på fyra av Kaliforniens Channel Islands.

## Utssende
L. parviflorus är mycket variabel i utseende och kan ha många olika färger, från vitt till gult, och många olika osa nyanser.